# Eveni
Eveni d'Apol·lònia (en grec antic Εὑήνιος) (Apol·lònia (Il·líria) segle v aC) va ser un endeví grec de la generació immediatament anterior a les guerres mèdiques.
Eveni era un ciutadà distingit d'Apol·lònia, però no pertanyia a cap de les famílies més conegudes d'endevins, i no tenia dons profètics. Li van arrencar els ulls, condemnat per haver deixat que els llops s'emportessin una part del ramat sagrat, del qual n'havia de tenir cura. La rapidesa en l'execució de la sentència va impedir que Eveni declarés que tenia la intenció de comprar i substituir les seixanta ovelles que s'havien perdut. Després del càstig, el territori d'Apol·lònia, amb els seus camps i els seus ramats, es va veure de sobte afectat per una esterilitat general. Els seus habitants van anar a consultar els oracles de Dodona i Delfos, per esbrinar la causa de les calamitats. Els déus van respondre que estaven molestos per haver tret la vista al guardià Eveni, i que havien de donar-li una satisfacció, i una vegada satisfeta la indemnització a Eveni, els déus li donarien un regal tant gran que molts homes l'envejarien. Una ambaixada de la ciutat el va anar a veure per preguntar-li quina recompensa acceptaria dels apol·lonencs si aquests volguessin compensar-lo pel seu error. Eveni, que no en sabia res dels oracles, va dir que es donaria per satisfet si li donaven les dues millors partides de terra d'Apol·lònia i una magnífica casa. Una vegada satisfeta la indemnització, Eveni, indignat per com l'havien enganyat els ciutadans, va rebre dels déus el do de la profecia i va ser celebrat per molts. Aquest relat és el que transmet Heròdot.
Per la seva banda, Conó, a les seves Narracions (Διηγήδεις), explica gairebé la mateixa història, però l'anomena Peithenius (Πειθήνιος), no fa cap esment de la intenció dels ciutadans d'enganyar-lo, i suggereix que les seves habilitats profètiques van ser heretades pels seus descendents. De fet, Heròdot parla de Deífon, un endeví fill d'Eveni, del que es deia que havia estat criat a Corint i va ser un endeví de l'exèrcit grec durant les guerres mèdiques. Heròdot afegeix que alguns creien que Deífon s'havia fet passar per fill d'Eveni per poder vaticinar més tard contra Grècia al servei dels perses.